# Baojun Yunhai
Baojun Yunhai (спрощ.: 宝骏云海; букв.: «море хмар») ― компактний кросовер, що виробляється компанією SAIC-GM-Wuling (SGMW) під брендом Baojun з 2024 року. Yunhai, доступний у вигляді гібридного або акумуляторного електромобіля, був вперше представлений у травні 2024 року і надійшов у продаж у вересні 2024 року.

## Огляд

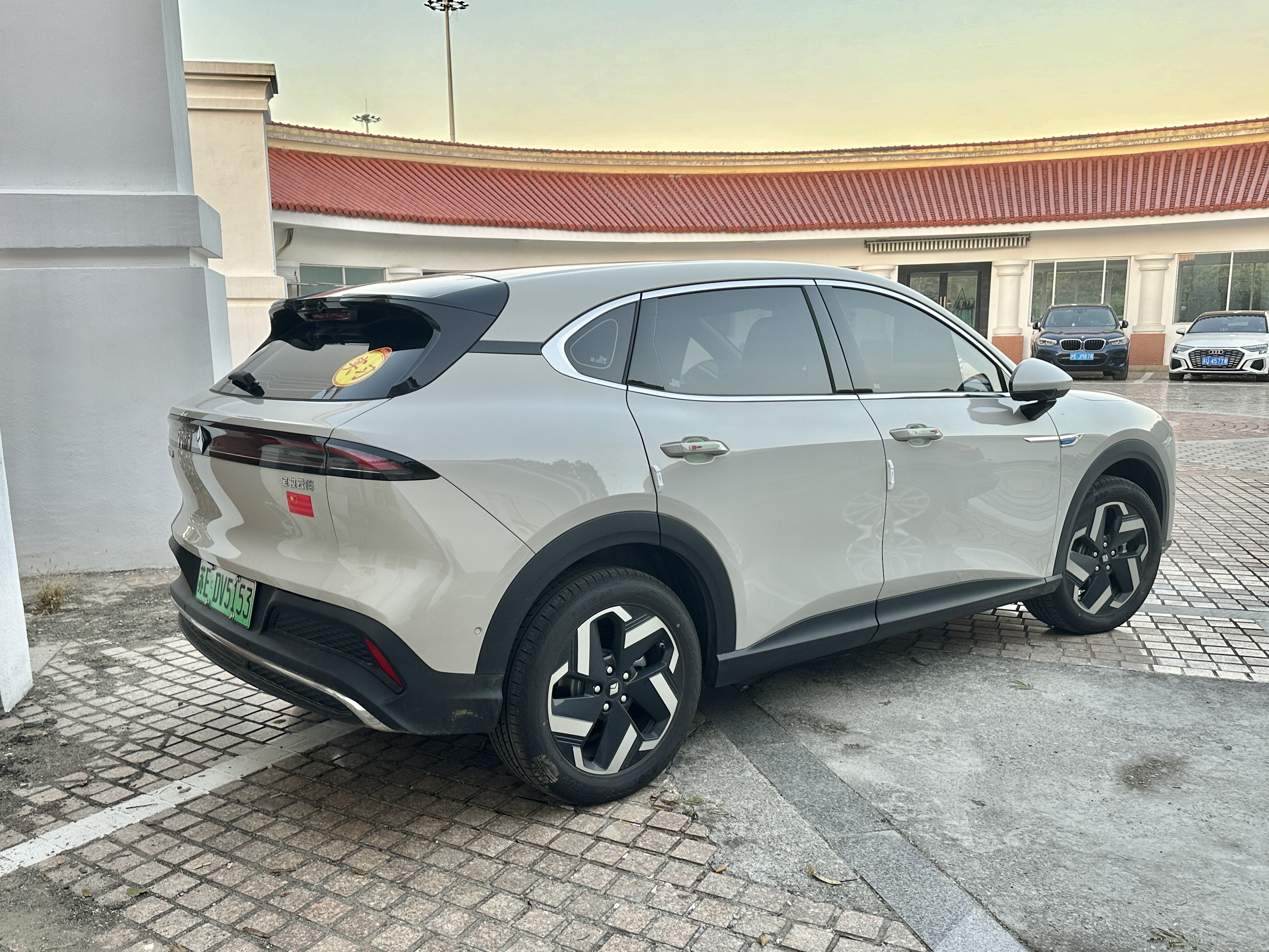

На момент презентації він був доступний у двох гібридних варіантах з можливістю підключення до електромережі та двох варіантах з акумуляторною батареєю, а саме: з запасом ходу 60 км PHEV, 140 км PHEV, 500 км EV та 600 км EV. Yunhai побудований на архітектурі Tianyu D для гібридних та акумуляторних електромобілів. Він має коефіцієнт аеродинамічного опору 0,259. Він також оснащений передовою системою інтелектуального водіння Lingmou Intelligent Driving 2.0 Max в стандартній комплектації. 